# Jacques-Gabriel Prod'homme
Pour les articles homonymes, voir Prod'homme.
Jacques-Gabriel Prod’homme, né le 28 novembre 1871 à Paris et mort à Neuilly-sur-Seine le 17 juin 1956,, est un musicologue français.

## Ouvrages
- La Damnation de Faust — essai historique et critique, Bibliothèque de l'Association, Paris, 1896, 253 pages (30 pages d'« Opinions et de Corrections — Addenda » furent ajoutés dans la seconde édition).
- Les Menus Plaisirs du Roi. L'École Royale et le Conservatoire de Musique, avec E. de Crauzat, collection « Paris qui disparaît », Ch. Delagrave, 1929.
- Vingt Chefs-d'œuvre jugés par leurs contemporains. Corneille, Montesquieu, Beaumarchais, Flaubert etc. Opinions, critiques, correspondances choisies et annotées par Albert Thibaudet, Stock, 1931.
- Hector Berlioz 1803-1869. Sa vie et ses œuvres, d'après des documents nouveaux et les travaux les plus récents, suivi d'une bibliographie musicale et littéraire, d'une iconographie et d'une généalogie de la famille de Hector Berlioz depuis le XVIe siècle, préface d'Alfred Bruneau,  Paris, Ch. Delagrave, 1904 ; 1913.
- Gounod 1818-1893. Sa vie et ses œuvres d'après des documents inédits, avec A. Dandelot, préface de Camille Saint-Saëns, deux tomes, Paris, Delagrave, 1911.
- Paganini, collection « Les Musiciens Célèbres », Henri Laurens, 1927.
- Voltaire raconté par ceux qui l'ont vu. Souvenirs, lettres, documents, etc., réunis, annotés et accompagnés de résumés biographiques, préface d'Édouard Herriot, à l'occasion du 150e anniversaire de la mort de Voltaire, Paris, librairie Stock, Delamain et Boutelleau, 1929
- Gluck, Sefi, 1948, prix Charles Blanc de l’Académie française en 1949.
- Franz Liszt, Portraits d'hier, deuxième année, no 43, 15 décembre 1910.
- W.A Mozart, sa vie et ses œuvres, Paris, Librairie Delagrave, 1925. Traduction adaptation d'après la deuxième édition de l'ouvrage de A. Schurig.
- L'Opéra (1665-1925)., Paris 1925. Description du nouvel opéra.- Historique. — Salles occupées par l'opéra depuis son origine. — Dénominations officielles. — Directions. — Répertoire. — Principaux artistes. — Bibliographie. Avec un catalogue des ouvrages représentés à l'Opéra depuis 1669.
- L'Immortelle Bien-aimée de Beethoven, « collection Petits Mystères de l'Histoire et de l'Art » (no 4). Paris, Éditions Glomeau, 1946.
- Napoléon — Lettres, Discours, Proclamations, Ordres, Messages, orné d'un portrait de Napoléon d'après Vignen, en frontispice, collection « Les plus belles pages », Paris, Mercure de France, 1938
- Vingt chefs-d'œuvre jugés par leurs contemporains (du Cid à Madame Bovary). Opinions, critiques, correspondances choisies et annotées, préface d'Albert Thibaudet, Éd. Stock, 1930.
- François-Joseph Gossec (1734-1829 ). La Vie — Les Œuvres. — L'Homme et l'Artiste, Paris, La Colombe, 1949.
- Wagner et la France, éditions Maurice Sénart, 1921 ;
- Pensées sur la Musique et les Musiciens, Paris, Heugel, 1926.
- La Toilette féminine à travers les âges de 1490 à 1645 et de 1645 à 1720, Nilsson, vers 1930, 2 vol.
- Beethoven raconté par ceux qui l'ont vu, Stock, 1927.
- Les Sonates pour piano de Beethoven, lettre préface de Louis Barthou de l'académie Française, Paris, Delagrave, 1944.
- Les Symphonies de Beethoven, préface d'Édouard Colonne, Éditions Delagrave, 1906. Ouvrage couronné par l'Académie Française (Prix Charles-Blanc)

## Traductions
- Œuvres en prose de Richard Wagner, traduites en français par J.-G. Prod’homme, en collaboration avec Dr phil. F. Holl, F. Caillé et L. van Vassenhove, Librairie Ch. Delagrave, 13 volumes, 1907-1925.
- Richard Wagner, Les Maîtres Chanteurs de Nuremberg, comédie lyrique en trois actes, Librairie Delagrave. 1922. Traduction en prose précédée d'une notice par J.-G. Prod’Homme.
- W.- A. Mozart, La Flûte enchantée (die Zauberfloete), opéra en 2 parties, poème de Ludwig Giesecke et Emanuel Schikaneder, traduction française du livret original par J.-G. Prod’homme et Jules Kienlin.